# Meg 2: The Trench
The Meg 2: The Trench är en amerikansk science fictionfilm från 2023. Filmen är regisserad av Ben Wheatley. För manus har Steve Alten, Dean Georgias och Erich Hoeber svarat. Filmen är en uppföljare till The Meg från 2018.
Filmen hade biopremiär i Sverige den 4 augusti 2023, utgiven av Warner Bros.

## Handling
I filmen återkommer Jonas Taylor för att åter igen konfrontera jättrehajen Megalodon. Denna gång hamnar Taylor i än mer farliga situationer och Taylor måste tillsammans med sina teamkamrater finna ett sätt att överleva.

## Rollista (i urval)
- Jason Statham – Jonas Taylor
- Sienna Guillory – Hillary Driscoli
- Cliff Curtis – James "Mac" Mackreides
- Page Kennedy – DJ
- Sergio Peris-Mencheta – Montes
- Skyler Samuels – Jess